# Reggenza di Bengkulu Centrale
La reggenza di Bengkulu Centrale o reggenza di Bengkulu Tengah è una reggenza (in indonesiano: kabupaten) dell'Indonesia, situata nella provincia di Bengkulu.
Il capoluogo della reggenza è Karang Tinggi.